# Steinkiste von Brymbo

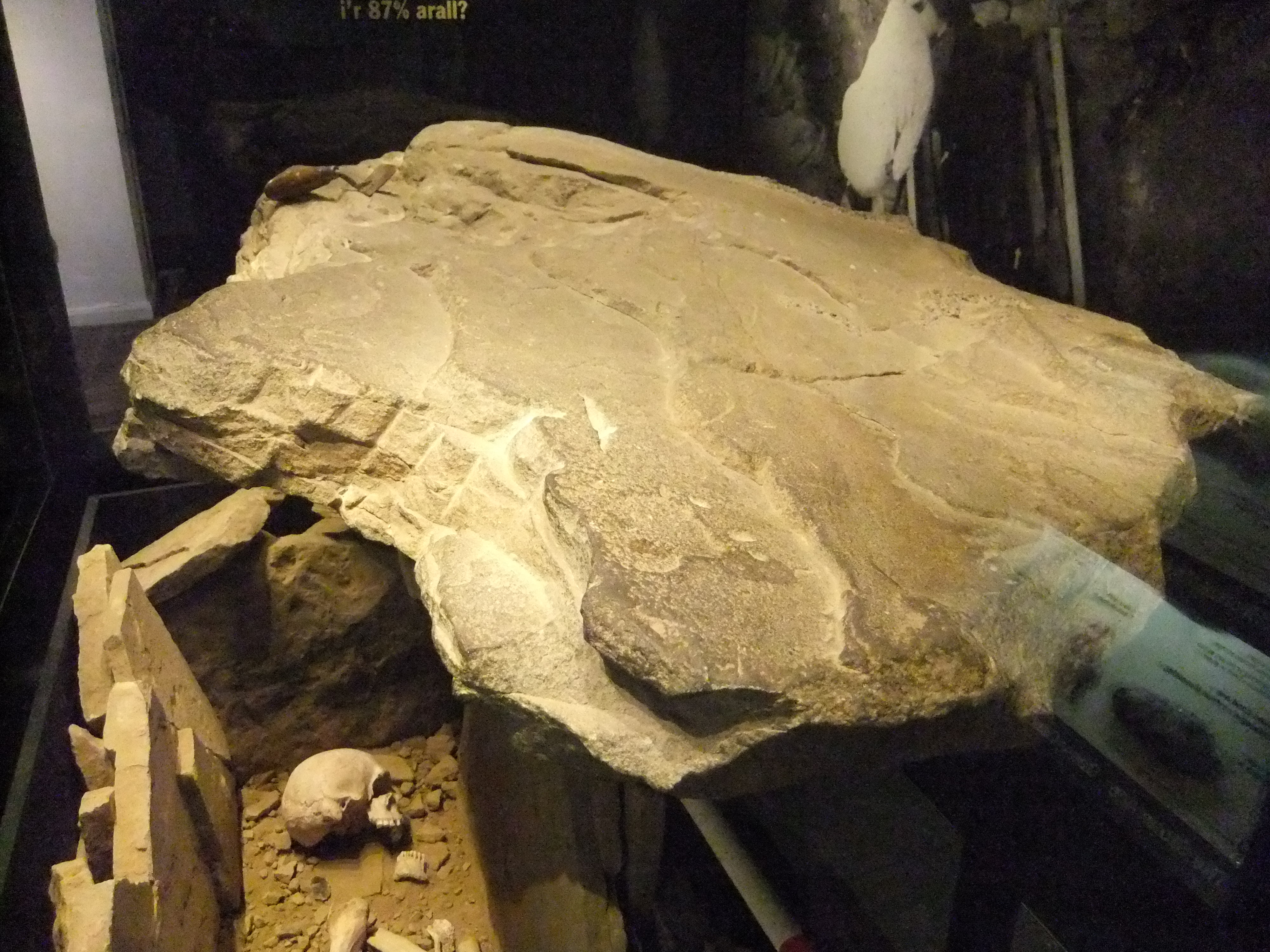
Steinkiste von Brymbo mit dem Brymbo Man – im Museum

Die bronzezeitliche Steinkiste von Brymbo wurde 1958 von Arbeitern in Brymbo, einem Stadtteil von Wrexham in Denbighshire (Wales), an der heutigen Postanschrift 79 Cheshire View entdeckt.
Unter einer großen Steinplatte, etwa 0,3 m unter der Oberfläche, lagen die Reste eines Menschen – auch als Brymbo Man bekannt – in Hockerstellung mit einem Feuersteinmesser und einem verzierten Becher der Glockenbecherkultur in einer Steinkiste.
Mit modernen wissenschaftlichen Techniken haben Experten sein Aussehen rekonstruiert. Über seine Herkunft ist wenig bekannt, aber die Rekonstruktion hat ergeben, dass er etwa 1,67 m groß, ungefähr 40 Jahre alt und Rechtshänder war.
Die Steinkiste von Brymbo ist ein Scheduled Monument.